# Susanne Berckhemer
Susanne Berckhemer (Augusta, 20 marzo 1978) è un'attrice tedesca.

## Biografia
Studia recitazione all'Accademia Teatrale August Everding di Monaco di Baviera. Inoltre, riceve lezioni di danza classica, tip tap e pianoforte. È nota al pubblico soprattutto grazie alle soap opera: tra il 2005 e il 2006 è Britta Haas in Verliebt in Berlin, su Sat.1; nel 2006 interpreta il personaggio di Nadine Dannenberg in Tessa - Leben für die Liebe, tra il 2007 e il 2009 incarna il ruolo di Luisa Becker ne La strada per la felicità, entrambe su ZDF.
Dal 2007 è alle prese con un progetto di beneficenza per i bambini del villaggio transilvano di Hosman. Vive a Berlino con il compagno Thorsten Werner. Nel gennaio 2009 nasce il suo primo figlio.

## Filmografia

### Cinema
- Insomnia, regia di Gerhard Hross (1998)
- Kümmel und Korn, regia di Marcus H. Rosenmüller (2000)
- Verworren, regia di Stefan Maregg (2010)
- Leben und leben lassen, regia di Julischka Cotaru (2010)

### Televisione
- L'isola della vendetta (Das Mädcheninternat - Deine Schreie wird niemand hören), regia di Robert Sigl (2001)
- Verliebt in Berlin – serial TV, 164 puntate (2005-2006)
- Tessa - Leben für die Liebe – serial TV, 116 puntate (2006)
- Tatort – serie TV, episodi 1x582-1x636 (2004-2006)
- Verliebt in Berlin - soap opera, 13 episodi (2005-2006)
- Rosamunde Pilcher – serie TV, episodio 1x66 (2007)
- La strada per la felicità (Wege zum Glück) – serial TV, 235 puntate (2007-2008, 2009)
- Squadra speciale Lipsia (SOKO Leipzig) – serie TV, episodio 15x06 (2010)
- Liebe, Babys und ein Stückchen Heimat, regia di Ulrike Hamacher (2011)

## Programmi televisivi
- Lafer! Lichter! Lecker! (2008)
- ZDF-Fernsehgarten, regia di Thomas Raab (2008)
- Volle Kanne (2008)